# Sapromyza tenebricosa
Sapromyza tenebricosa är en tvåvingeart som beskrevs av Lindner 1956. Sapromyza tenebricosa ingår i släktet Sapromyza och familjen lövflugor.
Artens utbredningsområde är Tanzania. Inga underarter finns listade i Catalogue of Life.